# Eduardo Bivar
Eduardo Azevedo Bivar (Recife, 1 de junho de 1983) é um artista de efeitos especiais brasileiro.
Radicou-se no Canadá em 2015, trabalhando em produções do cinema como Avengers: End Game, Blade Runner 2049, Hotel Transylvania 3, A Múmia e Annihilation.

## Filmografia

### Cinema
| Ano  | Filme                | Função                     |
| ---- | -------------------- | -------------------------- |
| 2019 | Avengers: End Game   | Artista de efeitos visuais |
| 2018 | First Man            | Artista de efeitos visuais |
| 2018 | Hotel Transylvania 3 | Artista de efeitos visuais |
| 2018 | Meg                  | Artista de efeitos visuais |
| 2017 | Annihilation         | Artista de efeitos visuais |
| 2017 | Blade Runner 2049    | Artista de efeitos visuais |
| 2017 | A Múmia              | Artista de efeitos visuais |